# 切塔拉

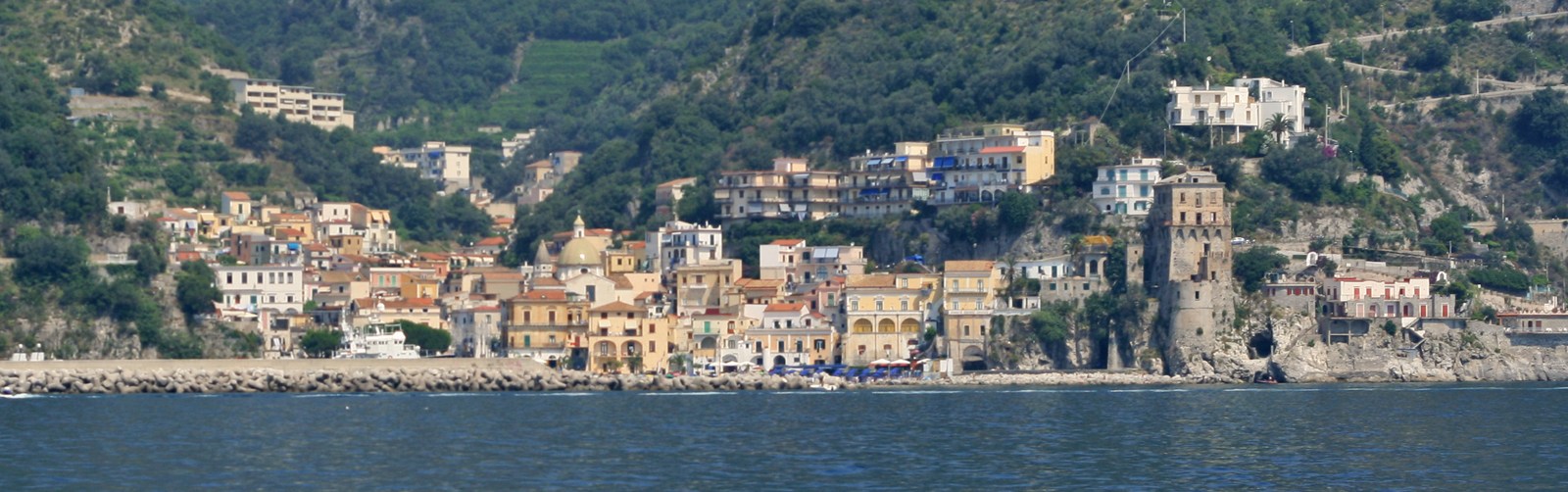
切塔拉全景

切塔拉（Cetara）是意大利南部坎帕尼亚大区萨莱诺省的一个城镇，地处热门旅游目的地阿马尔菲海岸。 

## 友好城市
- 法國 塞特

40°39′N 14°42′E / 40.650°N 14.700°E